# Phineas y Ferb
Phineas y Ferb es una serie animada de televisión estadounidense original de Disney Channel y Disney XD creada por Dan Povenmire y Jeff «Swampy» Marsh. Su estreno oficial fue el 1 de febrero de 2008 en Disney Channel; previamente se emitió un preestreno del primer episodio el 17 de agosto y el 28 de septiembre de 2007 en la misma cadena.
La serie sigue las vivencias de Phineas Flynn y su hermanastro británico Ferb Fletcher durante las vacaciones de verano. Cada día, los chicos se embarcan en un proyecto nuevo más allá de las capacidades normales de unos niños, lo que molesta a su hermana Candace Flynn, quien trata de revelarle tales proyectos a sus padres. La serie sigue dos estructuras argumentales en cada episodio, una trama principal sobre las acciones de Phineas, Ferb y Candace; y una trama secundaria centrada en la mascota de los protagonistas, Perry el ornitorrinco, quien se convierte en el Agente P, un espía secreto que lucha contra el Dr. Heinz Doofenshmirtz, un científico villano que tiene planes de dominar la ciudad pero es siempre atrapado a tiempo por Perry. Ambas tramas se cruzan en el descenlace final de cada episodio para borrar todas las huellas del proyecto de los niños justo antes de que su madre pueda verlos, cosa que normalmente deja muy frustrada a Candace.
Los creadores Dan Povenmire y Jeff «Swampy» Marsh habían trabajado previamente juntos en Los Simpson y La vida moderna de Rocko. Phineas y Ferb fueron creados después de que Povenmire dibujase en un restaurante un chico triangular (el prototipo de Phineas). Povenmire y Marsh desarrollaron el concepto de la serie juntos y lo lanzaron a las redes durante 16 años antes de asegurar una carrera en Disney Channel.
El 7 de mayo de 2015, se anunció oficialmente que la serie había terminado después de cuatro temporadas con el episodio final estrenándose el 12 de junio de 2015 simultáneamente en Disney XD y Disney Channel. Más tarde también se anunció que una secuela especial de una hora titulada «Archivos de la OSBA» sería lanzada el otoño siguiente. El especial se estrenó oficialmente a través de Disney XD el 9 de noviembre de 2015.
Durante la San Diego Comic-Con de 2017, se anunció el crossover para el año 2018 con la serie La ley de Milo Murphy, de los mismos creadores.
El 24 de agosto de 2019, Disney anunció mediante su cuenta de Instagram que habría una segunda película de la serie titulada Phineas y Ferb, la película: Candace contra el universo la cual se estrenó en la plataforma de streaming Disney+ el 28 de agosto de 2020.
En enero de 2023, se anunció el regreso de la serie con 40 nuevos episodios para ser transmitidos por la plataforma Disney+. El 3 de abril de 2025 se presentó el primer tráiler de la quinta temporada, anunciando su estreno para el 5 de junio del mismo año por Disney Channel y Disney XD y estrenándose el día siguiente en Disney+.

## Argumento

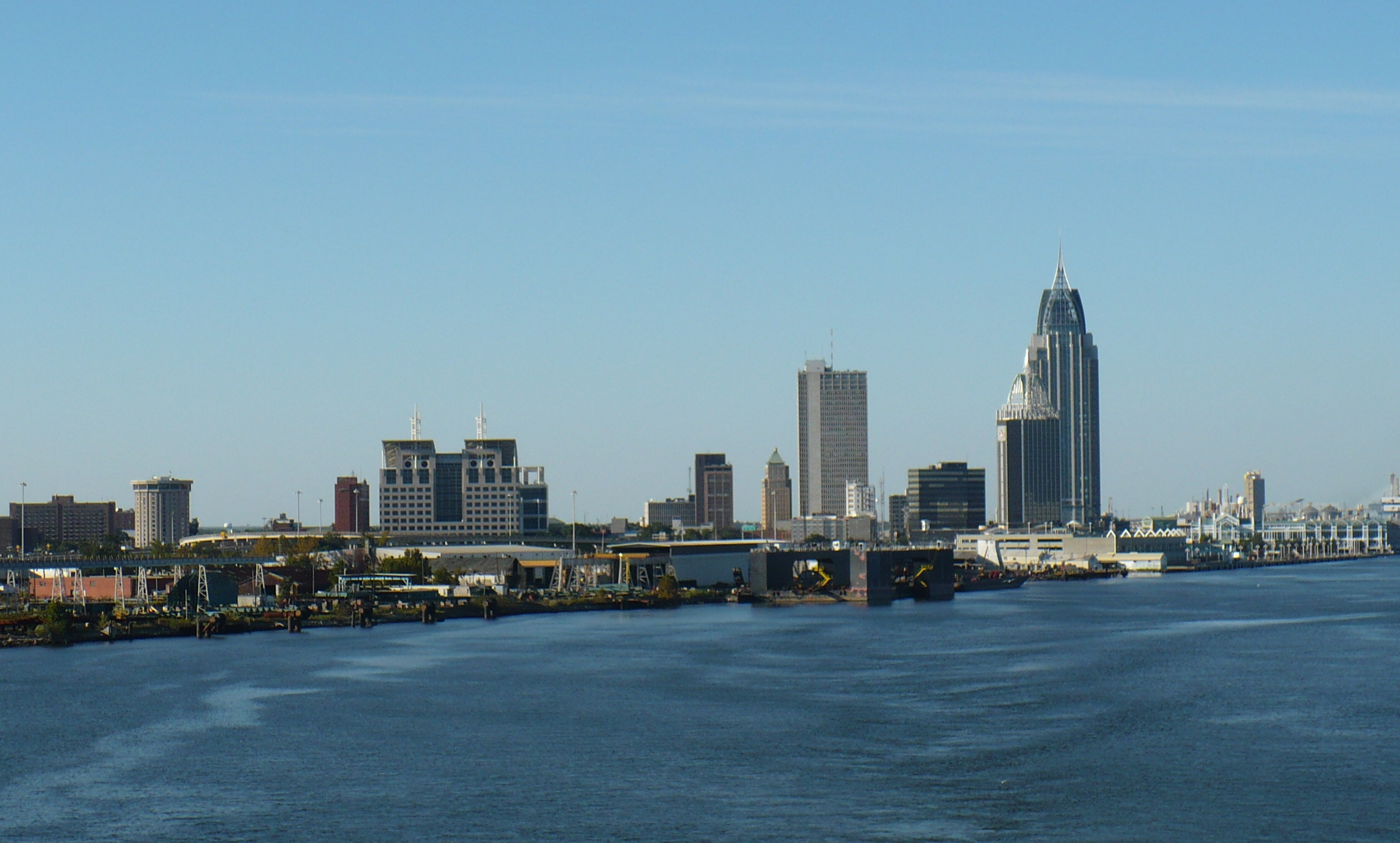
Mobile, Alabama; la ciudad en la cual Povenmire se concentró para el escenario

Povenmire se inspiró en su propia infancia en Mobile (Alabama) para la serie.
La serie sigue las aventuras de los hermanastros Phineas Flynn y Ferb Fletcher, que viven en la ciudad ficticia de Danville, en un área (nunca especificada) del Tri-State (los Tres Estados), ya que buscan formas de ocupar su tiempo durante sus vacaciones de verano. Estas aventuras suelen involucrar proyectos de construcción elaborados, de tamaño natural y ostensiblemente peligrosos. La hermana mayor de Phineas, Candace Flynn, tiene dos obsesiones: que su madre Linda Flynn atrape a Phineas y Ferb y los castigue, así como atraer la atención de un chico llamado Jeremy de quien está enamorada. Mientras tanto, el ornitorrinco doméstico de los chicos, Perry, actúa como agente secreto para una organización del gobierno compuesta por animales llamada O.W.C.A. («Organization Without a Cool Acronym», en español «Organización Sin un Buen Acrónimo»), luchando contra el Dr. Heinz Doofenshmirtz.
Gran parte del humor de la serie se basa en corrientes usados en casi todos los episodios, con ligeras variaciones. La mayoría de los episodios siguen el mismo patrón.

## Episodios
| Temporada | Temporada | Capítulos      | Capítulos | Estreno original        | Estreno original        |
| Temporada | Temporada | Segmentos      | Episodios | Estreno original        | Estreno original        |
| Temporada | Temporada | Segmentos      | Episodios | Estreno de la temporada | Final de la temporada   |
| --------- | --------- | -------------- | --------- | ----------------------- | ----------------------- |
|           | 1         | 47             | 26        | 17 de agosto de 2007    | 20 de marzo de 2009     |
|           | 2         | 64             | 38        | 19 de febrero de 2009   | 11 de febrero de 2011   |
|           | 3         | 62             | 35        | 4 de marzo de 2011      | 30 de noviembre de 2012 |
|           | 4         | 48             | 30        | 7 de diciembre de 2012  | 9 de noviembre de 2015  |
|           | 5         | Por anunciarse | 20        | 5 de junio de 2025      | Por anunciarse          |

### Crossovers

#### Phineas & Ferb: Mission Marvel
Artículo principal: Phineas y Ferb: Misión Marvel
En 2012, se anunció que un cruce entre Phineas y Ferb y Marvel Entertainment que se emitiría en el verano de 2013, titulado Phineas y Ferb: Misión Marvel. Cuenta con los superhéroes de Iron Man, Spider-Man, Hulk y Thor y los villanos Red Skull, Whiplash, Venom y M.O.D.O.K. Es el primer cruce de animación entre Marvel y Disney desde la adquisición de Marvel Entertainment por parte de Disney en 2009. En este especial, después de que el doctor Doofenshmirtz haya robado los poderes de los superhéroes con su «Drena-inador de poderes» estos acudirán a Phineas y Ferb para que los ayuden a recuperarlos.

#### Phineas & Ferb: Star Wars
En julio de 2013, los productores anunciaron un crossover de Phineas y Ferb y Star Wars que se utilizó como una barra lateral de los eventos del Episodio IV: Una Nueva Esperanza. El especial salió al aire el 26 de julio de 2014. 

#### Crossover conLa Ley de Milo Murphy
El cocreador del show Dan Povenmire declaró en su momento que le gustaría hacer un crossover con la serie siguiente que también creó con Jeff «Swampy» Marsh, La ley de Milo Murphy, que tiene lugar en el mismo universo que Phineas y Ferb. El 21 de julio de 2017, se anunció que el crossover se planeaba transmitir en 2018. Más tarde, se confirmó que su estreno sería en agosto de ese mes para Disney Channel, según «Weird Al» (voz de Milo). Antes de que transmitieran este crossover, un personaje de la serie, el Dr. Heinz Doofenshmirtz, apareció como cameo en el final de la primera temporada de La ley de Milo Murphy, «Hongos entre nosotros».

### Spin-off
Disney produjo un programa de entrevistas en vivo donde los dos personajes protagonistas (Phineas y Ferb como dibujos animados) entrevistan a celebridades, de manera similar a Fantasma del Espacio de costa a costa, que comenzó a transmitirse en diciembre de 2010 como un programa de dos minutos de duración, con celebridades de la vida real como Tony Hawk, Randy Jackson, Neil Patrick Harris, Seth Rogen, Taylor Swift, Andy Samberg, Tom Bergeron, Emma Roberts, Jack Black, Regis Philbin, Howie Mandel, David Beckham y Guy Fieri. El show terminó el 25 de noviembre de 2011.

## Personajes
Los personajes principales de la serie provienen de una familia mezclada, una premisa que los creadores consideran poco utilizada en programas infantiles y que refleja la propia crianza de Marsh, quien considera que explicar como se formó esta familia «no es importante para la vida de los niños. Son una gran familia mezclada y eso es todo lo que necesitamos saber». La elección de un ornitorrinco como mascota de los chicos se inspiró de manera similar, por su poca utilización en los medios, así como para aprovechar su interesante aspecto, el que les da también la libertad para «inventar cosas» ya que «no se sabe mucho de ellos» y les permitió poseer esos «bienes raíces mentales», de modo que si alguien piensa en la palabra «ornitorrinco», la asociará con el Agente P, tal como ahora un ogro se asocia comúnmente con Shrek. Marsh llamó a estos personajes «frescos, atrevidos e inteligentes sin [...] ser mezquinos». Según Povenmire, su director de animación, Rob Hughes, estuvo de acuerdo diciendo: «En todos los demás programas cada personaje es estúpido o idiota, pero en esta serie no hay personajes estúpidos o idiotas».

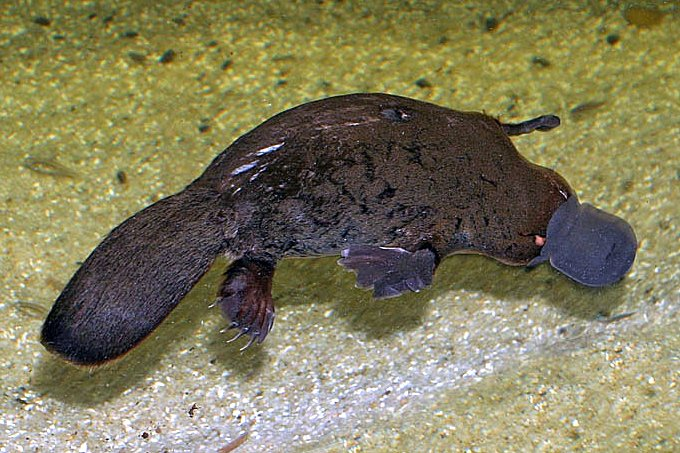
El ornitorrinco se incluyó en la serie debido a su interesante aspecto.

|                         | Información | Duración                |
| ----------------------- | --- | ----------------------- |
| Phineas Flynn           | Hermanastro de Ferb, hermano de Candace.                                                                          | 2007-2015 2025-presente |
| Ferb Fletcher           | Hermanastro de Phineas y Candace.                                                                                 | 2007-2015 2025-presente |
| Candace Flynn           | Hermana de Phineas, hermanastra de Ferb.                                                                          | 2007-2015 2025-presente |
| Perry el Ornitorrinco   | Mascota de Phineas y Ferb, agente secreto y amienemigo de Doofenshmirtz.                                          | 2007-2015 2025-presente |
| Dr. Heinz Doofenshmirtz | Científico malvado, amienemigo de Perry y padre de Vanessa.                                                       | 2007-2015 2025-presente |
| Isabella García-Shapiro | Amiga y vecina de Phineas y Ferb, y líder de las Chicas Exploradoras.                                             | 2007-2015 2025-presente |
| Linda Flynn-Fletcher    | Madre de Phineas y Candace, madrastra de Ferb, esposa de Lawrence. En su pasado, también fue la cantante Lindana. | 2007-2015 2025-presente |
| Lawrence Fletcher       | Padrastro de Phineas y Candace, padre de Ferb y marido de Linda.                                                  | 2007-2015 2025-presente |
| Mayor Francis Monogram  | Jefe supremo de la O.W.C.A.                                                                                       | 2007-2015 2025-presente |
| Baljeet Tjinder         | Amigo empollón de Phineas y Ferb.                                                                                 | 2007-2015 2025-presente |
| Buford Van Stomm        | Amigo bravucón de Phineas y Ferb.                                                                                 | 2007-2015 2025-presente |
| Jeremy Johnson          | Novio de Candace, hermano mayor de Suzy.                                                                          | 2007-2015 2025-presente |
| Stacy Hirano            | Mejor amiga de Candace.                                                                                           | 2007-2015 2025-presente |
| Vanessa Doofenshmirtz   | Hija de Doofenshmirtz y Charlene.                                                                                 | 2007-2015 2025-presente |
| Carl Karl               | Becario sin sueldo de la O.W.C.A.                                                                                 | 2007-2015 2025-presente |
| Monty Monogram          | Hijo del Mayor Monogram.                                                                                          | 2007-2015 2025-presente |
| Norm                    | Robot parlante y ayudante de Doofenshmirtz.                                                                       | 2007-2015 2025-presente |
| Roger Doofenshmirtz     | Alcalde de Danville y hermano de Heinz.                                                                           | 2007-2015 2025-presente |
| Irving Dubois           | Amigo y gran admirador de Phineas y Ferb.                                                                         | 2007-2015 2025-presente |
| Suzy Johnson            | Hermana de Jeremy y enemiga de Candace.                                                                           | 2007-2015 2025-presente |
| Love Händel             | Grupo musical formado por Danny, Bobby Fabuloso y Sherman.                                                        | 2008-2015               |
| Django Brown            | Amigo de Phineas, Ferb y demás niños.                                                                             | 2008-2015               |
| Chicas exploradoras     | Grupo formado por Ginger, Gretchen, Katie, Holly, Milly y Adyson.                                                 | 2007-2015 2025-presente |
| Jenny Brown             | Hermana de Django. Amiga de Candace y Stacy.                                                                      | 2007-2015               |
| Rodney                  | Científico malvado rival de Doofenshmirtz.                                                                        | 2009-2015               |
| Milton Gendler          | Pupi mil toneladas, compañero neuro divergente de Phineas y Ferb                                                  | 2009-2025               |
| Vivian García-Shapiro   | Madre de Isabella y amiga de Linda.                                                                               | 2007-2015               |
| Doctor Diminutivo       | Científico amigo de Doofenshmirtz.                                                                                | 2007-2015 2025-presente |
| Coltrane                | Amigo de Jeremy y novio de Stacy.                                                                                 | 2009-2015               |

### Doblaje
| Personaje               | Actor de voz original (Estados Unidos)        | Actor de doblaje (Latinoamérica) | Actor de doblaje (España)                                                                                      |
| ----------------------- | --------------------------------------------- | --- | --- |
| Phineas Flynn           | Vincent Martella                              | Memo Aponte (1.ª-4.ª) Roberto Velázquez (primeras canciones) Marc Winslow (5.ª-)                                                                     | Miguel Rius Marta Sam (voz cantada)                                                                            |
| Ferb Fletcher           | Thomas Brodie-Sangster                        | Marco Portillo (1.ª-2.ª) Diego Angeles (3.ª-) | Sergio García Marín (1°-3°) Adrián Viador (4°) Miguel Antelo (voz cantada)                                     |
| Candace Flynn           | Ashley Tisdale Dan Povenmire (voz resfriada)  | Christine Byrd (1.ª-4.ª) José Gilberto Vilchis (voz Resfriada) Fernanda Gastélum (5.ª-)                                                              | Olga Velasco Miguel Ángel Varela (voz resfriada) Paloma Blanco (voz cantada)                                   |
| Perry el Ornitorrinco   | Dee Bradley Baker                             | Óscar Flores algunos episodios (en otros no tuvo diálogos)                                                                                           | Lidia Abbaut                                                                                                   |
| Heinz Doofenshmirtz     | Dan Povenmire                                 | Germán Fabregat (1.ª-) Mario Filio (1.ª, epis. 9-10)                                                                                                 | Abraham Aguilar Miguel Morant (voz cantada)                                                                    |
| Isabella García-Shapiro | Alyson Stoner                                 | Pau García Casillas (1.ª-4.ª) Diana Santos (voz cantada en la 1.ª temporada) Natalia Sánchez (voz cantada de "El Camino Amarillo") Habana Zoé (5.ª-) | Neri Hualde Carmen López(voz cantada desde Navidades, en 2010) Paloma Blanco (voz cantada en la 1.ª temporada) |
| Linda Flynn-Fletcher    | Caroline Rhea                                 | Rommy Mendoza Alma Delia Pérez (Voz cantada de ''Soy Lindana)                                                                                        | Gemma Martín                                                                                                   |
| Lawrence Fletcher       | Richard O'Brien                               | Arturo Mercado | Antonio Villar                                                                                                 |
| Mayor Monograma         | Jeff "Swampy" Marsh                           | Mario Díaz Mercado César Soto (2.ª, epis.89-90) | Manuel Bellido                                                                                                 |
| Baljeet Rai             | Maulik Pancholy                               | Héctor Cuevas Ireta Gerardo Velázquez (algunas canciones en la 2.ª temporada)                                                                        | Beatriz Berciano Paloma Blanco                                                                                 |
| Buford Van Stomm        | Bobby Gaylor                                  | Rodrigo Gutiérrez (1.ª-4.ª) Alejandro Orozco (2.ª, epis. 90) Carlos Siller (5.ª-)                                                                    | Javier Balas                                                                                                   |
| Jeremy Johnson          | Mitchel Musso                                 | Abraham Vega | Pablo Tribaldos Miguel Antelo (voz cantada)                                                                    |
| Stacy Hirano            | Kelly Hu Laura Dickinson (canción Hermanitos) | Karla Falcón Simone Brook (canción «Hermanitos» ) | Celia Del Diego                                                                                                |
| Vanessa Doofenshmirtz   | Olivia Olson                                  | Erica Edwards Alma Delía Pérez (voz cantada) | Pilar San Martín Paloma Blanco (voz cantada en off) Marta Sam (voz cantada)                                    |
| Carl                    | Tyler Alexander Mann                          | Javier Olguín (1.ª-) | Antonio Cremades                                                                                               |
| Jenny Brown             | Alyson Stoner                                 | Gaby Ugarte (1.ª voz) Alondra Hidalgo (2.ª voz) | Elisa Langa |
| Irving Du Bois          | Jack McBrayer                                 | Miguel Calderón | Adolfo Moreno                                                                                                  |

## Música
La serie es también conocida por algunas de sus memorables canciones, que han aparecido en casi todos los episodios desde el capítulo de la primera temporada «Flop Starz». Los productores de Disney disfrutaron particularmente de la canción del episodio «Gitchee, Gitchee Goo», y pidieron que todos los episodios siguientes contasen con una canción. Los creadores del programa escriben y graban cada número y varían el tempo musical dependiendo del uso dramático de cada canción. La música le ha proporcionado a la serie un total de cuatro nominaciones a los Emmy: en 2008 por el tema del título principal y por la canción «I Ain't Got Rhythm» del episodio «Dude, We're Getting the Band Back Together», en 2010 por la canción «Come Home Perry» del episodio «Oh, There You Are, Perry», así como uno por la banda sonora original de este, compuesta por Danny Jacob.
Phineas y Ferb sigue las mismas convenciones estructurales que Povenmire y Marsh desarrollaron mientras escribían La vida moderna de Rocko, por lo cual en cada episodio aparece «una canción o un número musical, además de una gran escena de acción o de persecución». Ambos creadores tienen raíces musicales, Povenmiere tocaba rock'n'roll cuando estudiaba en la universidad, y el abuelo de Marsh era líder de la banda Les Brown.
Las canciones abarcan varios géneros, desde madrigales del siglo XVI a temas de Broadway. Cada una es escrita en una intensiva sesión durante la producción del episodio, el concepto, la partitura y las letras de las canciones se producen bastante rápido. Juntos, Marsh y Povenmire pueden «escribir una canción sobre casi cualquier cosa», y en solo una hora como máximo. Después de terminar de escribir la canción, Povenmire y Marsh la cantan en la máquina contestadora del compositor de la serie Danny Jacob un viernes por la noche, y al lunes siguiente la canción esta completamente terminada.
La secuencia musical de los títulos, originalmente llamada Today is Going to be a Great Day (Hoy va a ser un gran día), interpretada por la banda estadounidense Bowling for Soup, fue nominada para un premio Emmy en 2008. Los creadores originalmente escribieron un tema lento, más como «una clásica canción de Disney», pero era necesaria otra versión para atraer a los niños modernos, y se encargó «un rock/ska para el corte final».
En la segunda temporada de la serie, transmitida en octubre de 2009, se enfocó más en la música de Phineas y Ferb, introduciendo el voto del espectador para elegir las 10 canciones más votadas de la serie, el resultado final fue el Phineas and Ferb's Musical Cliptastic Countdown. Este programa de clips generó una secuela titulada Phineas y Ferb Musical Cliptastic Countdown Hosted by Kelly Osbourne, que se emitió el 28 de junio de 2013. Osbourne presentó el especial en vivo, mientras que el Dr. Doofenshmirtz y el Mayor Monogram aparecieron como animaciones.

## Orígenes

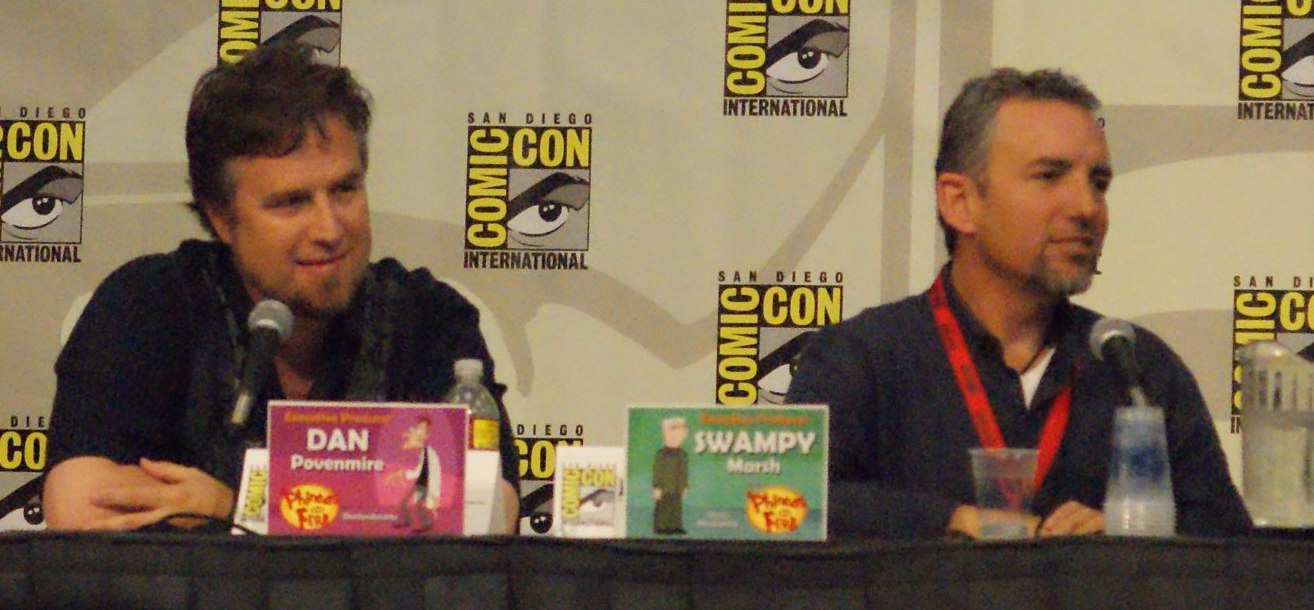
Dan Povenmire y Jeff "Swampy" Marsh los co-creadores de la serie, y voces del Dr. Heinz Doofenshmirtz y el Mayor Monograma.

### Primeras inspiraciones
Dan Povenmire atribuye la génesis del programa a su crecimiento en Mobile, Alabama, donde su madre le dijo que nunca desperdiciara un día de verano. Para ocuparse, Povenmire emprendió proyectos como la excavación de agujeros y la realización de películas caseras. Povenmire recordó: «Mi mamá me dejaba cubrir con tela negra un extremo de la sala para usarla como campo espacial. Colgaba pequeñas maquetas de naves espaciales para las películas que hacía con una cámara Super 8». Fue un prodigio artístico y mostró sus dibujos muy detallados en exposiciones de arte. Mientras tanto, Marsh creció en una gran familia mezclada. Al igual que con Povenmire, Marsh pasó sus veranos explorando y formando parte de varias actividades para divertirse.

### Concepción
Mientras asistía a la Universidad del Sur de California, Povenmire comenzó a crear una tira cómica diaria llamada «Life Is a Fish», y recibió dinero de la mercancía que fue diseñada con base en su serie. Povenmire finalmente se retiró y comenzó a dibujar personas en las esquinas de las calles para ganarse la vida, hasta que finalmente fue llamado por Tommy Chong para trabajar en un poco de animación en la película Far Out Man. Povenmire comenzó a dedicarse profesionalmente a la animación, trabajando en series como Las Tortugas Ninja. Marsh se había convertido en vicepresidente de ventas y marketing de una empresa de informática, hasta que tuvo una crisis y decidió renunciar. Su amigo lo ayudó a armar un portafolio y entrar en el negocio de la animación.
Povenmire y Marsh finalmente comenzaron a trabajar uno frente a otro como artistas de layout en Los Simpson. Los dos se unieron por gustos mutuos en el humor y la música, convirtiéndose rápidamente en amigos. Continuaron su relación laboral como equipo de redacción en la serie de Nickelodeon La vida moderna de Rocko, donde concibieron la idea de su propia serie. Mientras cenaba en un restaurante de Wild Thyme en South Pasadena, California, Povenmire dibujó un rápido dibujo de un «chico triángulo» en papel para carnicero (butcher paper). Lo arrancó y llamó a Marsh esa noche para informar: «Oye, creo que tenemos nuestro show». El triángulo garabato provocó un rápido desarrollo de personajes y diseños. Povenmire decidió que su boceto «se parecía a un Phineas», y nombró a Ferb por un amigo que «tiene más herramientas que nadie más en el mundo». Los creadores basaron sus diseños de personajes en formas angulares en homenaje al animador/director Tex Avery de MGM y Warner Bros agregando formas geométricas a los fondos para la continuidad.

### Presentación del proyecto

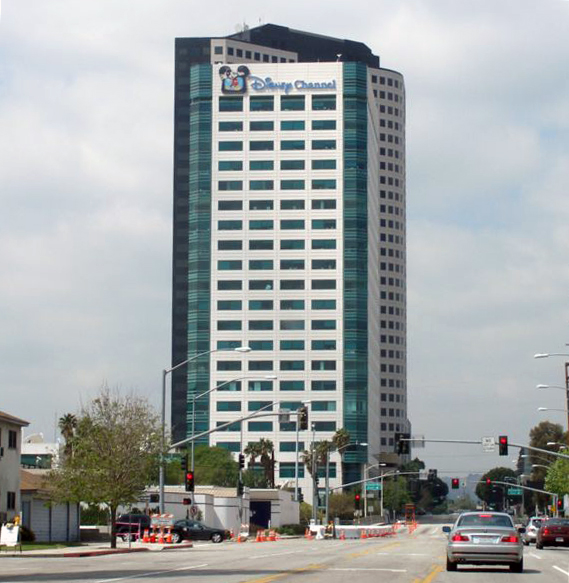
Disney Channel fue la única cadena que aprobó el proyecto de Dan Povenmire.

Sus primeros intentos para lanzar el programa fracasaron y, aunque mantenían su compromiso con el concepto, Povenmire y Marsh empezaron a separarse después de su trabajo en La vida moderna de Rocko. Marsh se trasladó a Londres y trabajó en programas como Postman Pat y Bounty Hamster. Povenmire comenzó a trabajar en el horario estelar para Fox en la serie Padre de familia y el show animado de Nickelodeon Bob Esponja, ambos siempre teniendo en cuenta su proyecto para el montaje práctico para cadenas como Cartoon Network y Fox Kids. Estas cadenas no aceptaron el proyecto, en la creencia de que esta premisa era demasiado compleja para tener éxito.
Povenmire persistió y más tarde lanzó la serie de Nickelodeon, donde fue considerado por los ejecutivos de alto nivel, pero rechazó este de nuevo como demasiado complicado. Entonces, después de 16 años de intentos, Povenmire aterrizó un terreno de juego con Disney. La cadena no aceptó inmediatamente la serie, pero dijo que mantendría a Povenmire al tanto. Povenmire asumió que esto significaba un fin a las negociaciones. Al final, él terminó sorprendido por el "sí" de Disney. Povenmire declaró: «Disney fue el primero en decir: "Veamos si pueden hacerlo en 11 minutos". Lo hicimos en el piloto y dijeron: "Veamos si pueden hacerlo en 26 episodios"».
Povenmire estaba inicialmente preocupado de que su trabajo en Padre de familia (serie dirigida a la audiencia adulta) afectaría a Disney, que comercializa sus productos principalmente a toda la familia. Sin embargo, el vicepresidente Senior de la división de series originales de Disney Channel, Adam Bonnett, era un fan de Padre de familia quien apreció la conexión de Povenmire con el programa y recibió bien su propuesta
En 2006, después de que Disney Channel aceptase la serie, Povenmire y Marsh dirigieron su atención a los ejecutivos de la compañía en el extranjero. En lugar de un guion normal, los dos hicieron storyboards y los mostraron en un video de presentación. Povenmire narró el video de presentación con sus diálogos y añadió efectos de sonido. Este novedoso enfoque obtuvo el apoyo de los ejecutivos.

## Producción

### Estilo de escritura
El show utiliza cuatro grandes escritores que idean historias con «directrices estrictas», como por ejemplo que los niños no hagan nada «mágico». Las historias son revisadas en sesiones que tienen lugar los lunes, entonces simultáneamente son escritas y se hace el guion gráfico. Un borrador muy básico es construido antes del guion gráfico (storyboard), con poco más que las escenas sugeridas y el diálogo. Los escritores, a continuación, se reúnen para un "play-by-play", repasan el guion gráfico delante de todo el equipo, cuyas reacciones a los chistes son evaluadas antes de reescribir el episodio. Los escritores incluyen gags en cada episodio, que generalmente son líneas dichas por los personajes. Los episodios generalmente están divididos en dos segmentos de once minutos cada uno. Dan Povenmire admitió que la trama principal de cada episodio, la que sigue a las invenciones de Phineas y Ferb, no es en realidad una trama, sino el escenario, siendo la historia de Candace, Perry y el Dr. Doofenshmirtz la que narra la historia. «La esencia de la historia es que los personajes cambian según lo que les sucede. Nada cambia a los chicos, nunca aprenden nada, jamás tienen que superar obstáculos, todo les sale bien».
Gran parte del humor de la serie se basa en gags recurrentes que se utilizan en casi todos los episodios, con ligeras variaciones. Ciertos aspectos del humor del programa están dirigidos a los adultos, Incluyendo sus frecuentes referencias a la cultura pop. El cocreador Dan Povenmire, que había trabajado anteriormente en Padre de Familia, buscó crear un show menos picante que hiciera un uso similar del ritmo cómico, el metahumor, las miradas humorísticas en blanco, los juegos de palabras y la ruptura de la cuarta pared. Povenmire describe el programa como una combinación de Padre de Familia y Bob Esponja. El cocreador Jeff «Swampy» Marsh ha dicho que el programa no fue creado exclusivamente para niños; simplemente no los excluyó como audiencia.

### Aspectos visuales y animación
Rough Draft Studios en Corea del Sur, Wang Film Productions en Taiwán y Synergy Animation y Hong Ying Animation en Shanghái, hacen la serie en animación tradicional 2D, usando el paquete de software Toon Boom. Povenmire asume la mayor parte de dirección de producción, junto con Zac Moncrief y Robert Hughes. La serie adopta características artísticas del animador Tex Avery, tales como las formas geométricas integradas en personajes, objetos y fondos. Dan Povenmire dijo de esta inclusión, «es un poco de Tex Avery, él tiene ese estilo tan vivo [en sus posteriores caricaturas]». Los triángulos son presentados ocultos en el fondo de cada episodio, a veces en árboles o edificios.
Los colores brillantes también son un elemento destacado de la animación. Marsh explica, «la idea al final de la jornada fue acaramelada. Una de las cosas que creo que funciona tan bien, es que los personajes son tan brillantes y acaramelados y nuestros fondos son una representación mucho más realista del mundo: el verde suave de la hierba, los bosques naturales para el valle. Por la manera de todas las cosas que ellos hacen para trabajar, su mundo tiene que basarse en la realidad». Los diseñadores buscaron mantener sus personajes visualmente simples, para que así los niños «pudieran dibujarlos fácilmente». Los personajes también fueron elaborados para ser reconocibles desde la distancia, una técnica que los creadores dicen se basa en el objetivo de Matt Groening de hacer que los personajes sean reconocibles por su silueta.

### Elenco
Phineas y Ferb tienen las voces de Vincent Martella y Thomas Sangster (temporadas 1 a la 4)/David Errigo Jr. (temporada 5-presente) respectivamente. Sangster fue uno de los muchos actores británicos elegidos; Marsh vivió en el Reino Unido durante siete años, y desarrolló una afición por los británicos. El resto del elenco incluye a Ashley Tisdale como su hermana, Candace; Bobby Gaylor como Buford van Stomm, que tiene una tendencia a intimidar pero se distrae al ser incluido en las aventuras; Maulik Pancholy como Baljeet Tjinder, un chico muy inteligente que sería la principal víctima de Buford pero que es casi amigo de él debido a las aventuras; Dee Bradley Baker como Perry el ornitorrinco y simplemente Perry, como lo llama Phineas; Caroline Rhea como Linda Flynn-Fletcher, que es la madre de Phineas y Candace, y madrastra de Ferb; Richard O'Brien como Lawrence Fletcher, el padre de Ferb y padrastro de Phineas y Candace; Jack McBrayer como Irving, que admira a Phineas y Ferb, y es creador del sitio de web de los hermanastros; Kelly Hu como la mejor amiga de Candace, Stacy; los creadores Dan Povenmire como Dr. Doofenshmirtz y Jeff «Swampy» Marsh como Major Monogram, respectivamente; Olivia Olson como la hija no muy malvada del Dr. Doofenshmirtz, Vanessa; Tyler Mann como Carl, el tonto superingenio interno del comandante Monogram; Alyson Stoner como Isabella Garcia-Shapiro, una chica dulce que lidera las chicas de Fireside y está enamorada de Phineas (se revela que la familia de Isabella es «mexicana judía» y vive al otro lado de la calle de los Flynn-Fletchers); Mitchel Musso como Jeremy, el crush de Candace y luego su novio. Madison Pettis también interpreta a Adyson Sweetwater, un miembro de la tropa de exploradoras de Isabella.
La organización de casting de la serie es responsable de seleccionar la mayoría de los actores de voz y actrices, eligiendo actores como Vincent Martella y Mitchel Musso para papeles principales basados en la popularidad percibida con la demografía objetivo. Povenmire y Marsh seleccionan estrellas invitadas, proyectando personas «con las que realmente quieren trabajar». También solicitan papeles de invitados de los actores que sienten que prestarán una presencia interesante al show.
Estrellas invitadas han incluido figuras de la cultura pop como Damian Lewis, el boxeador Evander Holyfield, las estrellas de cine Cloris Leachman y Ben Stiller, y la cantante pop Kelly Clarkson. Povenmire y Marsh también han solicitado a varias estrellas de The Rocky Horror Picture Show para hacer apariciones especiales de Tim Curry y Barry Bostwick, mientras que el creador de esa película Richard O'Brien da voz a Lawrence Fletcher, el padre de Ferb y el padrastro de Candace y Phineas. Así mismo, en un episodio se invita al elenco completo de la serie Top Gear para que hagan de comentaristas de una carrera de autos. Además, las estrellas invitadas también han incluido a artistas como Tina Fey, Seth MacFarlane, David Mitchell, Jaret Reddick, Clay Aiken, Chaka Khan y Kevin Smith.

### Conclusión y resurgimiento
La serie fue renovada para una cuarta temporada en agosto de 2011 que originalmente se planeó como la última temporada; el episodio final de una hora, «Last Day of Summer», se emitió el 12 de junio de 2015 previo a un maratón de 73 horas de la serie que comenzó el 9 de junio de 2015. Povenmire y Marsh permanecieron en la cadena y juntos crearon una nueva serie, La ley de Milo Murphy, la cual se emitió de 2016 a 2019. Disney Branded Television anunció en enero de 2023 un revival de Phineas y Ferb, que abarcará 40 episodios en dos temporadas; en mayo de ese año, Povenmire confirmó que la primera de estas dos temporadas sería considerada como la quinta de la serie en general. La quinta temporada se estrenó en verano de 2025, con los primeros dos episodios siendo televisados el 5 de junio mediante Disney Channel y Disney XD y los primeros diez empezando a estar disponibles a través de Disney+ desde el 6 de junio en EUA y otros países selectos.

## Películas
El 3 de marzo de 2010, un comunicado de prensa de Disney anunció una película hecha para televisión basada en la serie, titulada Phineas y Ferb: A través de la segunda dimensión, que se emitió en Disney Channel el 5 de agosto de 2011. La película muestra a Phineas y Ferb ayudando accidentalmente al Dr. Doofenshmirtz con un invento que los lleva a una dimensión paralela, donde Perry les revela su doble vida como agente secreto y, para salvar a sus amigos de un retorcido Dr. Doofenshmirtz alternativo, se unen con sus yo de dimensión alternativa para detenerlo.
En enero de 2011, Gary Marsh, presidente de Disney Channels Worldwide, anunció el inicio del desarrollo de una adaptación cinematográfica de Phineas y Ferb. Sean Bailey, jefe de producción de Walt Disney Pictures, dirigió el desarrollo, que combinaría acción real y animación. En julio, Povenmire y Marsh estaban en las primeras etapas de la escritura del guion de la película; Michael Arndt, el escritor de Pequeña Miss Sunshine y Toy Story 3, fue contratado para escribir un borrador adicional del guion. El filme iba a ser producido por Mandeville Films y originalmente estaba previsto su estreno el 26 de julio de 2013. En octubre de 2012, Disney trasladó la fecha de estreno a 2014 y, en agosto de 2013, la película fue eliminada de su programación.
El 11 de abril de 2019, se anunció que una película, titulada Phineas y Ferb, la película: Candace contra el universo, se estrenaría en Disney+ dentro de un año de su lanzamiento; finalmente se estrenaría el 28 de agosto de 2020. La mayoría del elenco de la serie repitió sus papeles, con la excepción de Thomas Sangster como Ferb, quien fue reemplazado por David Errigo Jr., el cual previamente había prestado su voz a Ferb en La ley de Milo Murphy. Según el escritor Jim Bernstein, el filme no tiene relación con la película para cines de Phineas y Ferb, previamente archivada.

## Recepción y logros

### Invitados especiales
En varios capítulos y especiales, la serie ha tenido invitados especiales que han aparecido a lo largo de la serie o han prestado su voz, a continuación un listado de los famosos que dejaron su huella por esta serie.
| Número del episodio | Título del episodio                      | Personaje         | A quien interpretó                  |
| ------------------- | ---------------------------------------- | ----------------- | ----------------------------------- |
| 1x05                | «Bravucón salvaje»                       | Evander Holyfield | él mismo                            |
| 2x07                | «Las crónicas de meap»                   | Lorenzo Lamas     | MEAP                                |
| 3x04                | «Retrospectiva/El cumpleaños de Phineas» | Tabitha Comstock  | Ella misma                          |
| 4x11                | «Misión marvel»                          | Drake Bell        | Spiderman                           |
| 4x11                | «Misión marvel»                          | Danny Trejo       | Venom                               |
| 4x11                | «Misión marvel»                          | Stan Lee          | Él mismo, como vendedor de hot dogs |

### Comentarios
Phineas y Ferb ha recibido muy buenas críticas en general. El New York Times comentó la serie favorablemente, describiéndola como «Padre de familia» con una subtrama de espionaje y una gran dosis de «realismo mágico». Whitney Matheson escribió en su blog "Candy Pop" que la serie fue un logro en la programación infantil. Matheson felicitó la escritura y la llamó «una versión animada de Parker Lewis Can't Lose. The Seattle Times, escribió que la historia de la serie fue «valiente» y que los protagonistas Phineas y Ferb eran «jóvenes héroes».
La revista Variety observó atractivo el programa para todas las edades con su «sentido del humor y la irreverencia». Comentarios similares han hecho hincapié en la popularidad de la serie con los adultos; en Elastic Pops, Rebecca Wright escribió, en una revisión para el volumen de un DVD: «Como adulta, he disfrutado mucho viendo el DVD de Phineas y Ferb, y creo que es una oportunidad para que toda la familia puede disfrutar.» Wright también ha llamado a la serie un «estilo irreverente», una reminiscencia de Las aventuras de Rocky y Bullwinkle. En la revista Wired Magazine, Matt Blum ha declarado en los exámenes de la serie que «puede soportar ver casi cualquier cosa con (sus) hijos, pero que en realidad siempre espera a ver Phineas y Ferb con ellos». Celebridades notables de todo el mundo que abiertamente se consideraban seguidores de la serie son Bob Eubanks, Anthony LaPaglia, Mateo Varela, Ben Stiller, Chaka Khan y Jake Gyllenhaal.
Entre los comentarios negativos algunos acusan a la serie de falta de originalidad. Maxie Zeus de Zona Toon argumentó que el espectáculo es «derivado, pero obviamente, e incluso despojado de la mejor característica de lo que ha sido robado». Zeus tomó la edición con la escritura, la sensación de que algunos chistes y convenciones sean «robados» de otras series. Kevin McDonough de Sun Coast Today criticó el programa por su diagrama complejo, la acción constante, y «con personajes que pueden hacer casi cualquier cosa». McDonough dijo que «nunca está claro si P & F están destinados a entretener a los niños o son simplemente un reflejo de animadores adultos que participan en una trastada infantil». Marylin Moss de The Hollywood Reporter describe a Phineas y Ferb como «mero disparate, pero los niños de todas las edades pueden encontrar un momento de humor en él». Moss califica la historia de redundante, pero alaba los estilos musicales y los artistas invitados.
Alan Sepinwall y Matt Zoller Seitz dieron una evaluación positiva a la serie en su libro de 2016 TV (The Book), afirmando que «en la televisión, la fórmula a menudo parece provenir de la falta de imaginación ... Phineas y Ferb, sin embargo, logró al mismo tiempo ser locamente imaginativo y servilmente formulario, utilizando su estructura repetitiva no como una muleta, sino como un marco robusto sobre el cual podría colgar todo tipo de nuevas ideas fantásticas». Agregaban además que «la conciencia de los personajes sobre esa fórmula y cualquier desviación de la misma se convirtió rápidamente en una de las fuentes de humor más fértiles de la serie».

### Ratings
El primer episodio, «La montaña rusa», obtuvo un total de 10.8 millones de espectadores cuando salió al aire el 17 de agosto de 2007, con más de la mitad de la audiencia récord del evento que se transmitió previamente, High School Musical 2. Cuando Phineas y Ferb debutó oficialmente en febrero del año siguiente, resultó ser el estreno de una serie animada más visto visto por preadolescentes en televisión por cable. Durante el primer trimestre que siguió, alcanzó su punto máximo como la serie animada con mayor audiencia para los televidentes de 6 a 10 y 9 a 14 años, así como también se convirtió en la serie animada número tres en toda la televisión por cable para los espectadores de 6 a 10 años de edad. Para cuando se anunció la puesta en marcha de la segunda temporada en mayo de 2008, la serie se había convertido en un programa de primera categoría en los grupos de 6 a 11 años y de 9 a 14 años.
La emisión de Disney Channel de «Phineas and Ferb Get Busted» fue vista por 3,7 millones de televidentes. Los episodios «Perry Lays an Egg» y «Gaming the System» en Disney Channel lograron la mayor cantidad de visualizaciones por los televidentes de las  edades de 6 a 11 y 9 a 14 años de cualquier canal en el intervalo de tiempo de esa noche. Este logro impulsó la serie a la transmisión televisiva número uno de esa semana para sus datos demográficos objetivo. El 7 de junio de 2009, Disney anunció que el show se había convertido en el programa de televisión animado número uno en primetime para los grupos demográficos de 6 a 10 años y 9 a 14 años.
El estreno de «Phineas and Ferb Christmas Vacation» obtuvo 2.62 millones de espectadores durante su debut en Disney XD, convirtiéndose esta en la transmisión más vista en la historia del canal (incluyendo Toon Disney) y el programa número tres de la noche en todos los grupos demográficos. También consiguió 5.2 millones de espectadores en su debut a través de Disney Channel. Fue el episodio con mayor rating de la serie hasta la fecha y el quinto más alto de la semana.
El estreno de «Phineas and Ferb: Summer belongs to you!» obtuvo 3.862 millones de espectadores, fue visto por el 22% de los niños de 2 a 11 años, 13% de los adolescentes, 5% de los hogares y 3% de los adultos de 18 a 49 años, también fue el programa número 1 en esa noche y el 25 en el rating de la semana. En Disney XD, el episodio se ubicó entre las tres mejores transmisiones del canal del año, con 1,32 millones de espectadores, incluyendo 365.000 entre niños de 6 a 11 años, y un rating de 2.9. La emisión de una hora del 2 de agosto de 2010, fue la segunda mejor transmisión de la serie mediante Disney XD en cuanto a audiencia total, solo superada por «Phineas and Ferb Christmas Vacation» de diciembre de 2009.

### Marketing y mercancías
Disney ha licenciado un gran número de productos procedentes de la serie, incluidos juguetes de peluche de los personajes Perry, Phineas, y Ferb. Disney sacó DVDs de algunos episodios especiales de la serie. Algunos críticos se disgustaron, debido a que simplemente se seleccionaron algunos episodios en lugar de ofrecer una caja con la serie completa, pero Disney no suele lanzar series completas con todas sus temporadas.
En 2009 Disney licencia un juego de Nintendo DS, titulado Phineas y Ferb. La trama del juego sigue los personajes principales recogiendo materiales a través de plataformas para construir una montaña rusa y aliviar el aburrimiento durante el verano. El jugador controla a Phineas, a Ferb y ocasionalmente al Agente P. Phineas y Ferb recogen diversos objetos alrededor de la ciudad para acceder a nuevas áreas como resultado. Ferb también puede construir nuevas partes de la montaña rusa y vehículos temáticos a través de minijuegos.
Existe otro juego para Nintendo DS, PlayStation Portable, Wii y PlayStation 3 titulado Phineas y Ferb a través de la 2.ª dimensión.

## Premios y nominaciones
La serie fue nominada a un Premio Emmy el año 2008, por la canción Yo no tengo ritmo (en inglés: I Ain't Got No Rhythm) por letra y música más originales. La canción se da en el episodio "Sí, vamos a reunir a la banda", donde Phineas, Ferb y Candace buscan a un exbaterista de la banda favorita de sus padres. Trabajaba como bibliotecario, había tenido un accidente que le hizo perder el ritmo y le impidió volver a tocar la batería. Phineas y Ferb lo incentivaron a volver, pero en ese instante sin que él se diera cuenta, recuperaba su ritmo poco a poco, hasta que el musical termina cuando toca la batería, sale de la biblioteca donde trabajaba y va a reunirse con los otros dos integrantes de la banda. Al finalizar el capítulo, logró tocar con la banda y dar una sorpresa a la mamá de Phineas y Ferb, por el aniversario de sus padres.
Mejor programa de animación de los premios OTI (2009). En la 9.ª edición de los Premios OTI gana por primera vez como mejor programa de televisión para Latinoamérica y norte de América. Quedó como ganador en la categoría como mejor programa de animación.
Además, Phineas y Ferb ha ganado tres veces consecutivas el premio de Caricatura Favorita en los Kids Choice Awards México, y dos veces consecutivas en los Kids Choice Awards Argentina, venciendo así a sus series competidoras Bob Esponja y Los padrinos mágicos (de Nickelodeon), Hora de Aventura y Ben 10 (de Cartoon Network), Gravity Falls y Pecezuelos (también de Disney Channel).
| Premios                                                                                      | Resultado                |
| 2012 Kids' Choice Awards                                                                     |                          |
| Caricatura Favorita                                                                          | Nominado                 |
| 2010 Daytime Emmy Awards                                                                     |                          |
| Mejor guion en Animación [cita requerida]                                                    | Ganador                  |
| Mejor Canción Original – Niños y animación (por "Regresa Perry")                             | Nominado                 |
| Mejor Música y Composición                                                                   | Nominado                 |
| Mejor efecto de sonido – Serie animada o no animada                                          | Nominado                 |
| 2010 Kids Choice Awards:                                                                     |                          |
| Mejor serie animada                                                                          | Nominado                 |
| 2009 British Academy Children's Awards                                                       |                          |
| Mejor serie de TV                                                                            | Nominado                 |
| 2009 Emmy Awards:                                                                            |                          |
| Clase especial pendiente - Corto de animación en formato                                     | Nominado[cita requerida] |
| 2009 Pulcinella Awards:                                                                      |                          |
| Mención Especial — Mejor animación con flash                                                 | Ganador                  |
| Mejor serie para chicos                                                                      | Ganador                  |
| 2009 Annie Awards:                                                                           |                          |
| Mejor serie animada                                                                          | Nominado                 |
| 2009 Kids Choice Awards:                                                                     |                          |
| Mejor serie animada                                                                          | Nominado                 |
| 2008 British Academy Children's Awards                                                       |                          |
| Mejor programa internacional                                                                 | Nominado                 |
| 2008 Emmy Awards:                                                                            |                          |
| Mejor título original para el tema principal (por "Hoy va a ser un gran día")                | Nominado                 |
| Mejor canción original (por "No tengo ritmo" del episodio "Sí, ¡vamos a reunir a la banda!") | Nominado                 |
| 2011 Kids Choice Awards Argentina                                                            |                          |
| Mejor Serie Animada                                                                          | Ganador                  |
| 2011 Kids Choice Awards México                                                               |                          |
| Caricatura Favorita                                                                          | Ganador                  |
| 2012 Kids Choice Awards México                                                               |                          |
| Caricatura Favorita                                                                          | Ganador                  |
| 2012 Kids Choice Awards Argentina                                                            |                          |
| Caricatura Favorita                                                                          | Ganador                  |
| 2013 Kids Choice Awards México                                                               |                          |
| Caricatura Favorita                                                                          | Nominado                 |
| 2013 Kids Choice Awards Argentina                                                            |                          |
| Caricatura Favorita                                                                          | Nominado                 |

 /

## Videojuegos

### Phineas y Ferb
Phineas y Ferb: el videojuego es un juego de plataforma de acción publicado por Disney Interactive Studios basada en la serie animada de televisión del mismo nombre para la Nintendo DS. El juego fue lanzado en Norteamérica el 3 de febrero de 2009, mientras que su lanzamiento en Reino Unido fue veinte días después, el 23 de febrero.
La trama del juego es similar a la de la serie animada, el jugador controla a Phineas Flynn y a su hermanastro Ferb Fletcher. Estos recogen materiales a tarvés de escenarios plataformas. Como reto añadido, deberán evitar a su hermana Candace. 
El juego fue aparentemente independiente a los creadores de la serie, Dan Povenmire y Jeff "Swampy" Marsh. Ambos tenían poca o ninguna información sobre el juego hasta su lanzamiento.

### Juegos en Internet
Estos minijuegos se encontraban en la página web oficial de Phineas y Ferb. Cada juego tenía una descripción detallada. El sitio web aparte de tener varios minijuegos, contaba con acceso multimedia y plantillas para imprimir.

### Phineas y Ferb para móvil
El videojuego móvil se llama Phineas y Ferb contra el Rey Robot, son 20 niveles, donde solo se usa a Phineas y a Ferb. Trata de rescatar a Candace.

### ¿Dónde está mi Perry?
¿Dónde está mi Perry? se basa en el personaje de Perry el ornitorrinco, que se encuentra atrapado en el laboratorio secreto y necesita nuestra ayuda para sacarlo de ahí. Salió a la venta en junio del 2012.

### Phineas y Ferb: A través de la segunda dimensión
Phineas y Ferb: A través de la segunda dimensión es un juego de plataforma y acción que se publicó por Disney Interactive Studios basado en la película del mismo nombre para las consolas Wii, Nintendo DS, PSP y PS3.
Se trata de un título de aventuras y plataformas en tres dimensiones utilizando el popular cel-shading. Dicha técnica confiere a los entornos un aspecto de dibujo animado gracias al uso de paletas de colores sencillas y el perfilado en negro de las siluetas. Se puso a la venta el 15 de septiembre del 2011 en España.